# Примоло (Сондрио)
Примоло је насеље у Италији у округу Сондрио, региону Ломбардија.
Према процени из 2011. у насељу је живело 125 становника. Насеље се налази на надморској висини од 1284 м.